# L'ultimo amico
L'ultimo amico è un romanzo breve di Tahar Ben Jelloun, poeta, romanziere e giornalista marocchino, noto in Italia per i suoi numerosi romanzi.
L'ultimo amico narra il dramma di un'amicizia in uno schema tripartito, per il quale tre personaggi espongono in prima persona e in successione, il punto di vista sugli eventi.

Per lasciare intatta la suspense si accennerà appena all'invenzione narrativa molto abile e un poco crudele, di quella crudeltà dell'esistenza che a volte decide a caso del nostro destino.
Al centro della storia vi sono Ali e Mamed, amici profondi, compagni di scuola che, pur nella diversità di carattere e interessi, condividono ideali e difficoltà ed insieme giungono alla maturità e al matrimonio. Quando Mamed deve trasferirsi in Svezia, continuerà a mantenere fedeli contatti con l'amico.
Mamed si ammala gravemente e preferisce nascondere la verità ad Ali per risparmiargli il grande dolore della perdita, ma viene male interpretato e con questa sua scelta procura una grave offesa all'amico che sarà la causa di un dissidio insanabile.
Sarà una lettera, che segna l'inizio della storia, a svelare in una confessione postuma i motivi e i forti sentimenti del comportamento.
"L'ultimo amico" è un romanzo che evoca una forte carica emotiva, indaga il profondo significato dell'amicizia nei suoi aspetti più intimi e sentimentali, e descrive in una pienezza davvero appagante le più caratteristiche sfaccettature dell'amicizia maschile.
Vivamente consigliato a tutti, tocca le corde più profonde dell'animo umano.

## Edizioni
- Tahar Ben Jelloun, L'ultimo amico, traduzione di Anna Maria Loruso, collana Romanzo Bompiani, Bompiani, 2004,  p. 174, ISBN 88-452-3283-2.